# Наапет Кучак
Наапе́т Куча́к (арм. Նահապետ Քուչակ; точные даты рожд. и смерти неизв., ум. предположительно в 1592 году) — армянский поэт XVI века. Один из первых армянских ашугов.

## Биография
Достоверных сведений о жизни поэта нет. Родился на рубеже XV—XVI веков в селе Хараконис, расположенном близ Вана. Уже при жизни обрёл большую популярность среди народа.
Писал айрены — песни-четверостишия о любви, изгнанниках, а также на философские темы. Однако достоверно ему принадлежат лишь около 10 произведений. С конца XIX века рядом арменоведов неверно были приписаны Кучаку большая часть анонимных айренов. Данный подход был опровергнут М. Абегяном уже в 1920-х годах. Несмотря на это, от его имени были изданы и переведены большинство анонимных айренов. Авторство Кучака в них лишь символично и условно.
Айрены — это древняя форма армянского стиха. Большинство из них посвящены любви — земной и свободной от всяких догм. Поэт касался темы страдания народа, социального неравенства, в «айренах скитаний» скорбел об армянах-изгнанниках, в «айренах раздумий» философски осмысливал события и судьбы людей. Эта демократическая и гуманистическая поэзия,— антифеодальная по своей направленности, былa вызовом средневековому догматизму.
Однажды по улице шел я домой.

Вдруг череп, смотрю, на дороге лежит.

Ударил ногой я по кости пустой, 

Вдруг череп в лицо мне улыбку кривит 

И кость говорит мне такие слова: 

«Эй, слушай, что делаешь ты, удалец?

Вчера я лишь был, как твоя голова, 

А нынче настиг меня горький конец!»

### Комментарии
1. ↑  Согласно надписи на надгорбной плите близ церкви св. Теодороса в родном селе поэта Хараконис